# Kitai-Gorod

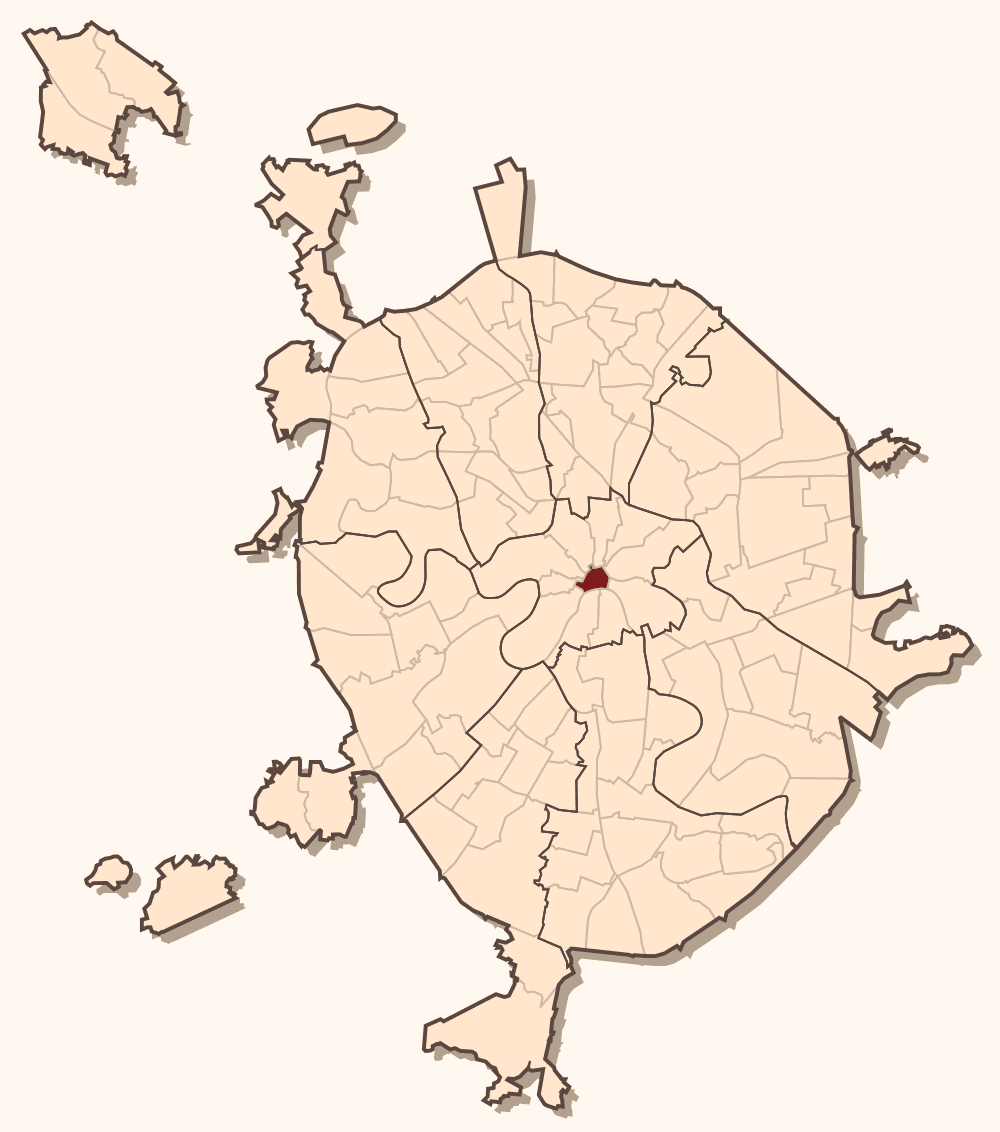
Kitai-Gorod auf dem Moskauer Stadtplan

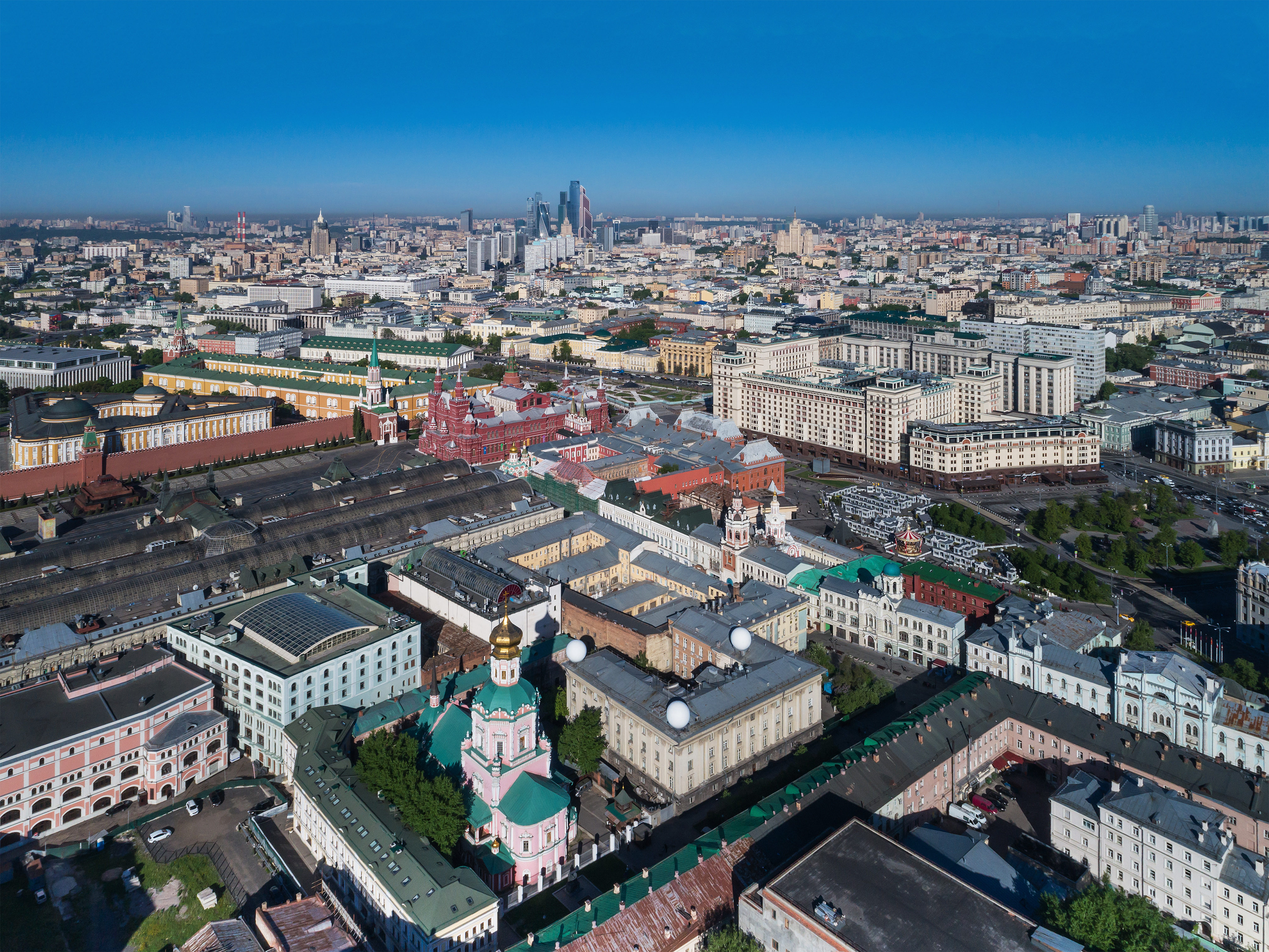
Luftaufnahme

Kitai-Gorod (russisch Кита́й-го́род; Ausspracheⓘ) ist ein historisches Viertel im Zentrum der russischen Hauptstadt Moskau. Es ist eine der ältesten Gegenden der Stadt und beherbergt zahlreiche denkmalgeschützte Bauwerke, von denen einige noch aus dem 16. und 17. Jahrhundert stammen. Kitai-Gorod, das verwaltungstechnisch zum Stadtteil Twerskoi des Zentralen Bezirks Moskaus gehört, fängt unmittelbar östlich des Roten Platzes an und erstreckt sich bis zur Lubjanka und anliegenden Plätzen sowie im Süden bis zum Moskwa-Ufer.
Kitai-Gorod ist auch der Name eines 1971 erbauten U-Bahnhofs (siehe unten im Abschnitt U-Bahnhof), der sich am östlichen Rande des Viertels befindet.

## Geschichte
Es wird nicht selten eine Parallele zu Chinatown gezogen, da in der modernen Russischen Sprache Kitai (vgl. Cathay) „China“ und Gorod „Stadt“ bedeutet. Hinsichtlich der Herkunft des Wortes gibt es mehrere Versionen, beispielsweise, dass Kitai vom Wort „Katay“ abstamme, das in einigen Turksprachen „Festung“ bedeutet. Einige Historiker vermuten wiederum, dass Kitai vom Wort „Kit“ abstammt, mit dem man zusammengebundene Holzbalken bezeichnete, die bei der Errichtung von Schutzwällen verwendet wurden.
Die ersten Ansiedlungen existierten auf dem Gelände des heutigen Kitai-Gorod noch vor der Stadtgründung Moskaus im Jahre 1147. Die Lage des Areals unweit des Moskauer Kremls führte nach Stadtgründung recht schnell zur Besiedelung und Bebauung des Viertels. Bereits im 14. Jahrhundert war das heutige Kitai-Gorod vorwiegend von Handwerkern und Kaufleuten besiedelt; es entstanden dort zahlreiche Holzhäuser und -kirchen, und der heutige Rote Platz wurde als Marktplatz genutzt. Im 14. Jahrhundert brannte die Vorstadt bei litauischen und tatarischen Überfällen mehrmals aus und wurde jedes Mal danach komplett neu erbaut. Um die Siedlung besser vor Übergriffen zu schützen, wurde im 16. Jahrhundert um sie herum ein Schutzwall errichtet, der einige Jahre später um eine bis zu neun Meter hohe steinerne Mauer ergänzt wurde. Ein kleiner Teil dieser Mauer ist am östlichen Ende des Viertels bis heute erhalten geblieben, allerdings ist keiner der ursprünglich 14 Mauertürme mehr vorhanden.

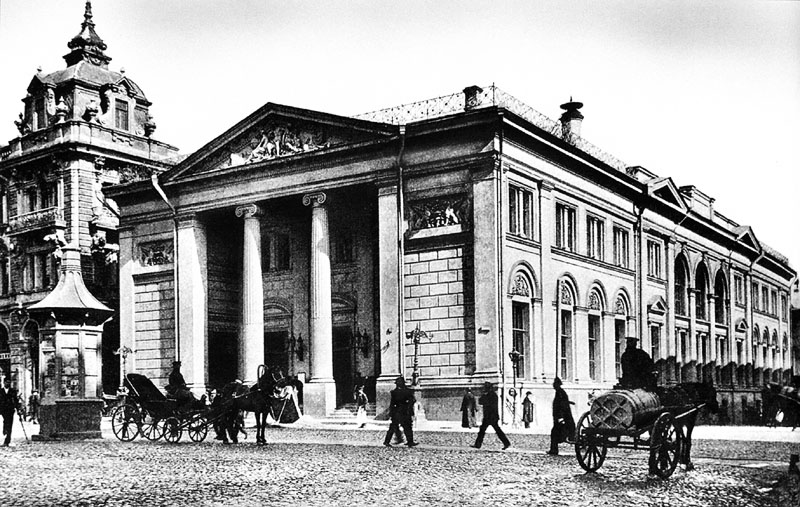
Die Iljinka-Straße im 19. Jahrhundert

Gesichert hinter der Schutzmauer, blühte Kitai-Gorod ab dem 16. Jahrhundert als Geschäftsviertel auf. Neben zahlreichen Häusern von Händlern und Handwerksmeistern entstanden hier Gasthäuser, zahlreiche Kirchen und vier Klöster sowie ausländische Botschaften. Die Geschäftstätigkeit spielte für das Viertel zunehmend eine so große Rolle, dass bereits im 19. Jahrhundert kaum noch Wohnsiedlungen im Viertel übrig geblieben waren, da sie durch unzählige Läden, Kontore und Banken verdrängt wurden. Rund um Kitai-Gorod und den Kreml lag der historische Stadtteil Bely Gorod, der ab 1593 ebenfalls von einer Verteidigungsmauer umringt war.
Nach der Oktoberrevolution und der darauffolgenden Verstaatlichung aller Läden und Banken verlor Kitai-Gorod binnen weniger Jahre seine Bedeutung als Geschäftsviertel. In den 1930er-Jahren begann man im Zuge der Neubebauung Moskaus Teile des Viertels abzureißen. Als erstes wurde die alte Stadtmauer einschließlich der Türme bis auf drei kleine Abschnitte abgebaut, um anliegende Straßen verbreitern zu können. Auch eine Vielzahl von Kirchen wurde zerstört, der Rest verstaatlicht und zweckentfremdet. In den 1960er-Jahren wurde im Zuge des Baus des Hotels Rossija nahezu das gesamte Wohnquartier Sarjadje zwischen der Warwarka-Straße und dem Moskwa-Fluss abgerissen. Trotz der Abrisse ist Kitai-Gorod bis heute von großer historischer Bedeutung für Moskau, da eine Vielzahl architektonischer Denkmäler erhalten geblieben und restauriert worden sind. Seit den 90er-Jahren erlangt Kitai-Gorod zunehmend wieder eine Bedeutung als Verwaltungs- und Geschäftsviertel.

## Sehenswürdigkeiten

### Warenhaus GUM

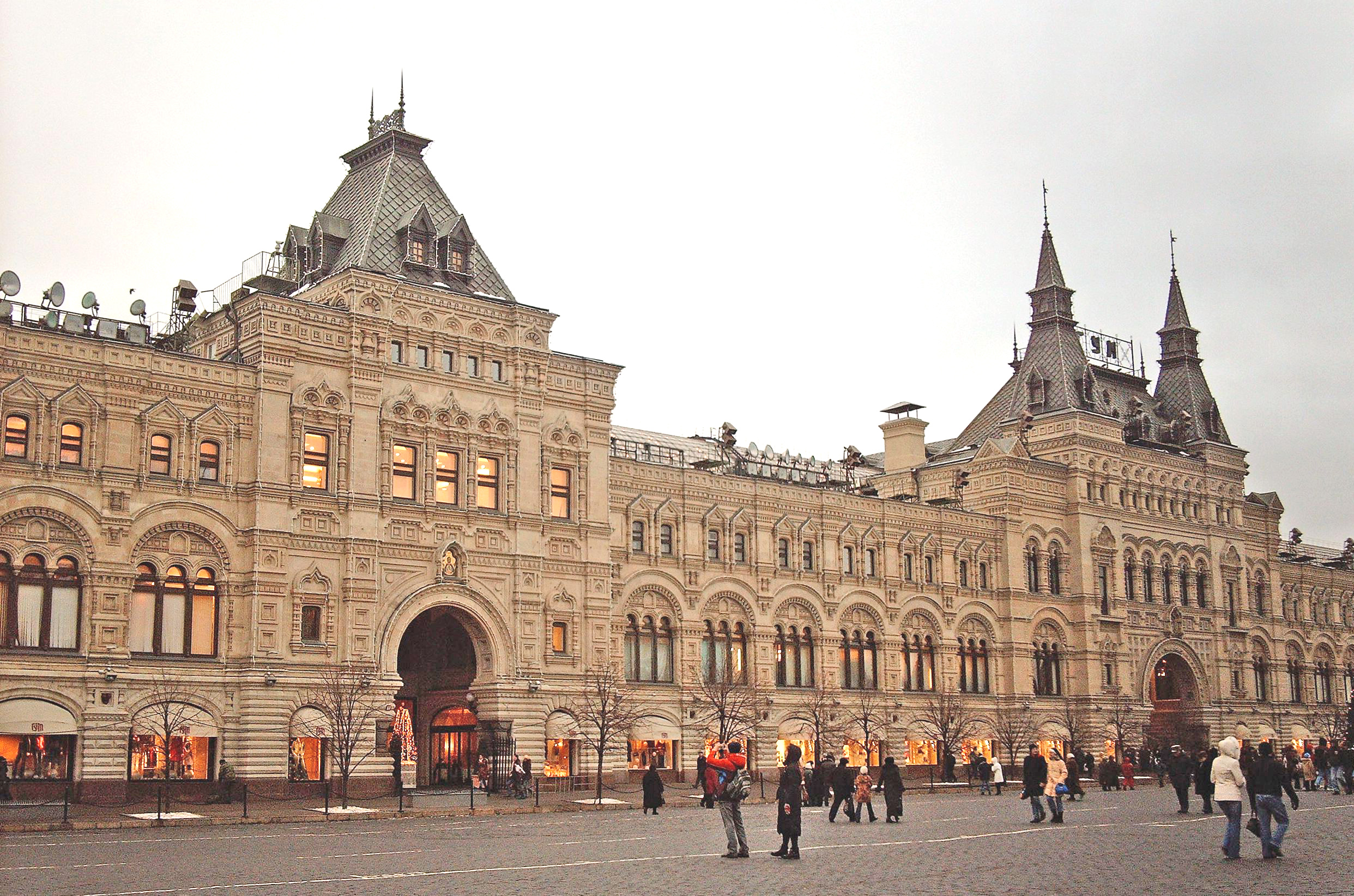
Warenhaus GUM

Das Warenhaus GUM ging aus den Oberen Handelsreihen hervor, die es unmittelbar östlich des Roten Platzes bereits im 18. Jahrhundert gab und die schon damals die Bedeutung des Viertels als wichtiger Marktplatz unterstrichen. Das heutige GUM-Gebäude zwischen dem Roten Platz, der Nikolskaja-Straße, der Wetoschny-Gasse und der Iljinka-Straße entstand in den Jahren 1890 bis 1893 nach dem Entwurf Alexander Pomeranzews und stellt eines der wichtigsten Denkmäler der russischen Baukunst des späten 19. Jahrhunderts dar. Nach der Machtübernahme durch Kommunisten nationalisiert und lange Zeit geschlossen, gehört das GUM heute wieder zu den bedeutendsten und auch edelsten Konsumtempeln Moskaus.

### Nikolausstraße

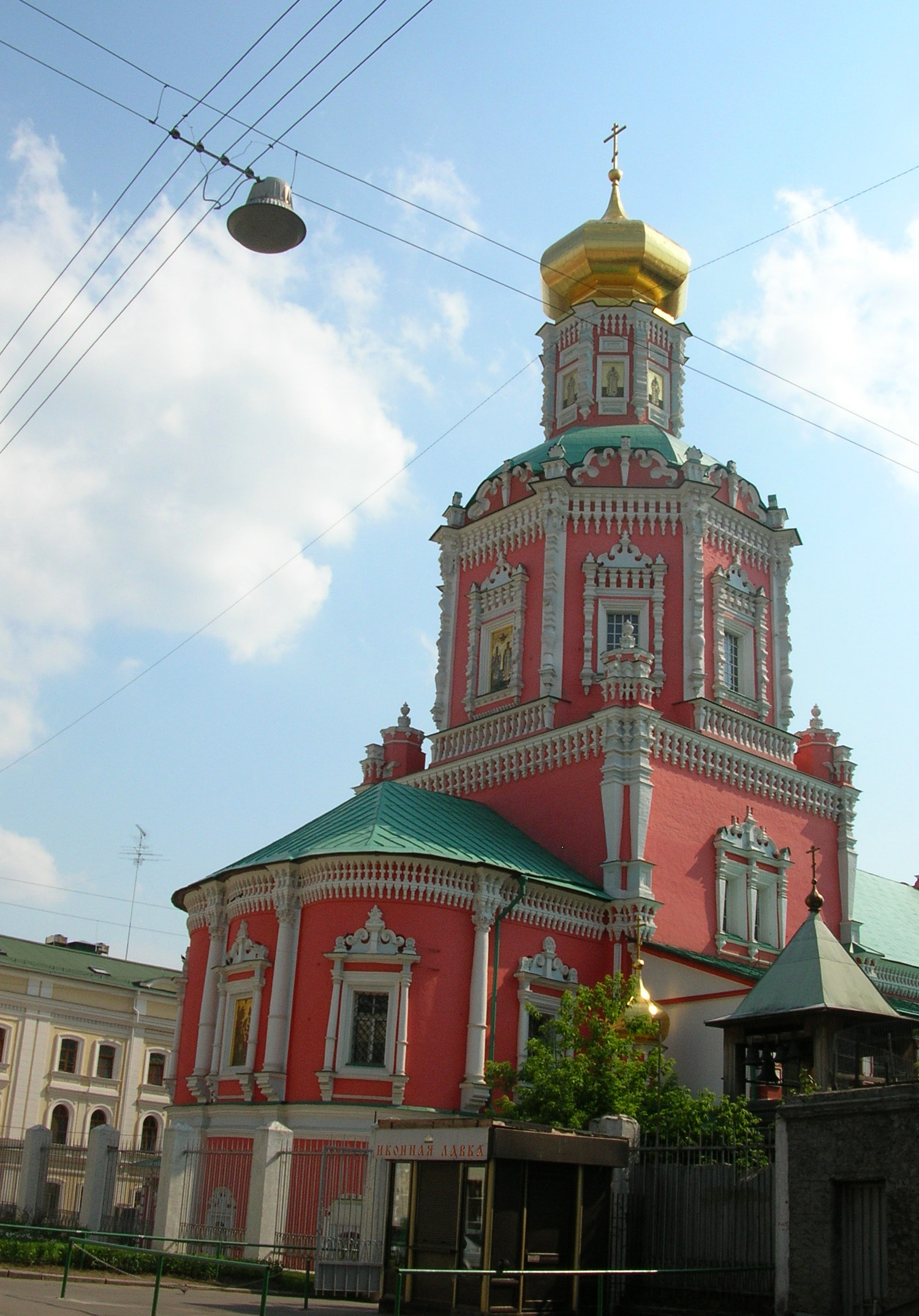
Kirche des ehemaligen Theophanieklosters

Die Nikolausstraße (Никольская улица) verläuft vom Nikolausturm des Kremls am Roten Platz nördlich des GUM bis zum Lubjanka-Platz und ist heute vorwiegend eine Einkaufsstraße. Historisch bildet sie die nördliche Grenze Kitai-Gorods und war lange Zeit Anfang des Weges von Moskau nach Rostow, Susdal und Wladimir. Der Name leitet sich vom Nikolaus-Kloster aus dem Jahr 1330 ab, das hier bis zu seiner Zerstörung 1935 stand. Von 1935 bis 1994 hieß sie, nach dem Datum der Oktoberrevolution, Straße des 25. Oktober (У́лица 25 Октября́).
Zu den heutigen Sehenswürdigkeiten in der Nikolausstraße und den anliegenden Gassen zählen unter anderem: Die Theophaniekirche (Хра́м Богоявле́ния) aus dem späten 17. Jahrhundert, die vormals den Mittelpunkt des 1929 abgerissenen Theophanieklosters darstellte; die ehemalige Synodendruckerei (1810–1814), an deren Stelle 1564 die allererste russische Druckerei gestanden hatte, in der Iwan Fjodorow das erste genau datierte Buch in russischer Sprache druckte; die barocke Spasski-Kathedrale (Спа́сский собо́р) aus dem frühen 18. Jahrhundert; das Haus Nummer 7–9 (1821–1826) des berühmten Stadtbaumeisters Joseph Bové, an dessen Stelle von 1687 bis zu ihrem Abbrennen 1812 die erste Hochschule Russlands stand – die Slawisch-Griechisch-Lateinische Akademie, Vorläuferin des heutigen Priesterseminars im Dreifaltigkeitskloster von Sergijew Possad.

### Iljinka-Straße

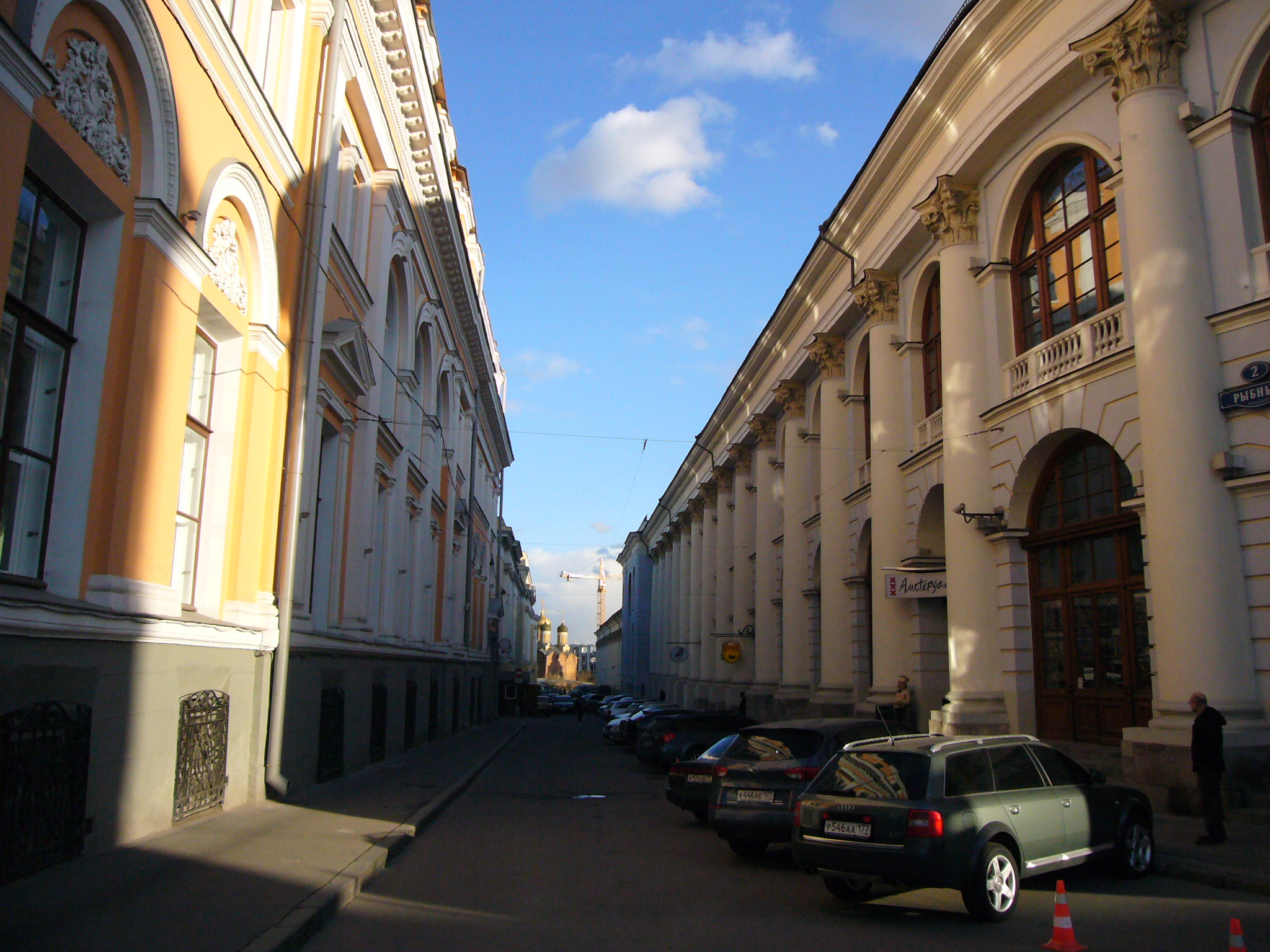
Die „Fischgasse“ und die ehemaligen Unteren Handelsreihen

Die Iljinka-Straße (У́лица Ильи́нка) gilt als zentrale Straße des Viertels und wurde bereits Ende des 14. Jahrhunderts erstmals schriftlich erwähnt. Damals wie heute ist sie eine Geschäftsstraße; insbesondere im 19. Jahrhundert herrschte hier reges Handelstreiben, da sich beidseitig der Straße die sogenannten Oberen und Unteren Handelsreihen erstreckten. Einige Seitengassen tragen bis heute die Namen der früheren Handelsreihen, so die Fischgasse (Ры́бный переу́лок) an der Stelle der Fischhändlerreihen. Zu Sowjetzeiten, 1935 bis 1994, hieß die Iljinka Kuibyschew-Straße (У́лица Ку́йбышева).
Die bekanntesten bis heute erhaltenen Bauwerke hier sind: Die Unteren Handelsreihen (1830, Joseph Bové), heute als Gostiny Dwor (Гости́ный двор, nicht zu verwechseln mit dem Kaufhaus Gostiny Dwor in St. Petersburg) bekannt und als Ausstellungshalle genutzt; das Gebäude der Moskauer Börse aus den Jahren 1836–1839; außerdem etliche Verwaltungsgebäude wie das Russische Verfassungsgericht, das Finanzministerium und der Obere Gerichtshof der Russischen Föderation.

### Sarjadje und Warwarka-Straße

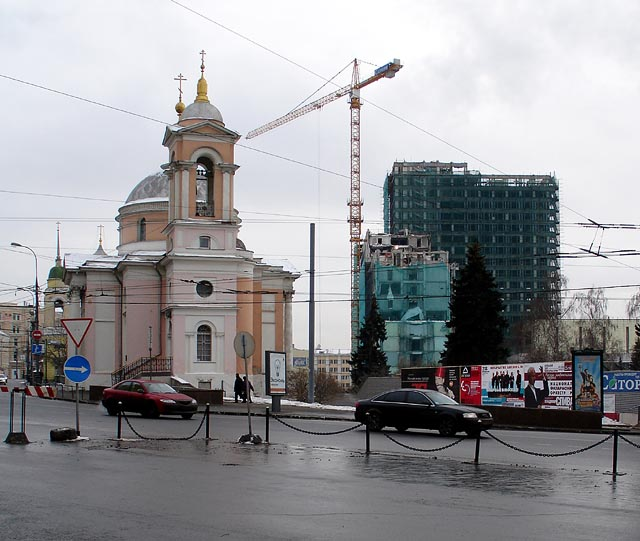
Kirche der Heiligen Barbara, rechts die Reste des gerade abgerissenen Hotels Rossija

Obwohl diese Gegend unmittelbar nördlich des Moskwa-Ufers am meisten unter den Abrissen zur Sowjetzeit zu leiden hatte, gehört die Warwarka-Straße (У́лица Варва́рка) bis heute zu den architektonisch sehenswertesten Straßen im Moskauer Zentrum. Die Straße fängt südlich der Basilius-Kathedrale an und verläuft bis zum Slawjanskaja-Platz, wo sich die Metrostation Kitai-Gorod befindet. Von 1933 bis 1994 hieß die Straße Rasin-Straße (У́лица Ра́зина), da 1671 der Aufständische Stenka Rasin genau die Warwarka entlang zu seiner Hinrichtung am Roten Platz geführt wurde. Die Straße bildete früher auch die nördliche Grenze des Viertels Sarjadje (Заря́дье), das in den 1960er-Jahren beim Bau des Hotels Rossija weitgehend verschwunden ist und in naher Zukunft, nach bereits erfolgtem Abriss des Hotels, als Geschäftsviertel neu errichtet werden soll.
An der Warwarka findet man eines der ältesten erhaltenen Gebäude Moskaus außerhalb des Kremls, den sogenannten Englischen Hof (Англи́йский двор) aus dem 16. Jahrhundert, der bis Mitte des 17. Jahrhunderts als Englische Botschaft diente und heute ein Museum beherbergt, das 1994 im Beisein der Königin Elisabeth II. eröffnet wurde und die Geschichte russisch-englischer Beziehungen beleuchtet. Aus dem 17. Jahrhundert stammen die Snamenski-Kirche (Храм Знаме́ния Бо́жией Ма́тери) des ehemaligen Snamenski-Klosters, das in den 1960ern abgerissen wurde, sowie das ehemalige Haus der Bojaren-Familie der Romanows, die von 1613 bis 1917 die in Russland regierende Zarendynastie stellten. Seit 1859 und bis heute befindet sich in diesem Gebäude ein Museum der Romanow-Familie. Namensgebend für die Straße ist die Heilige Barbara, zu deren Ehren Anfang des 19. Jahrhunderts hier eine Kirche errichtet wurde, die ebenfalls bis heute steht.

## U-Bahnhof Kitai-Gorod

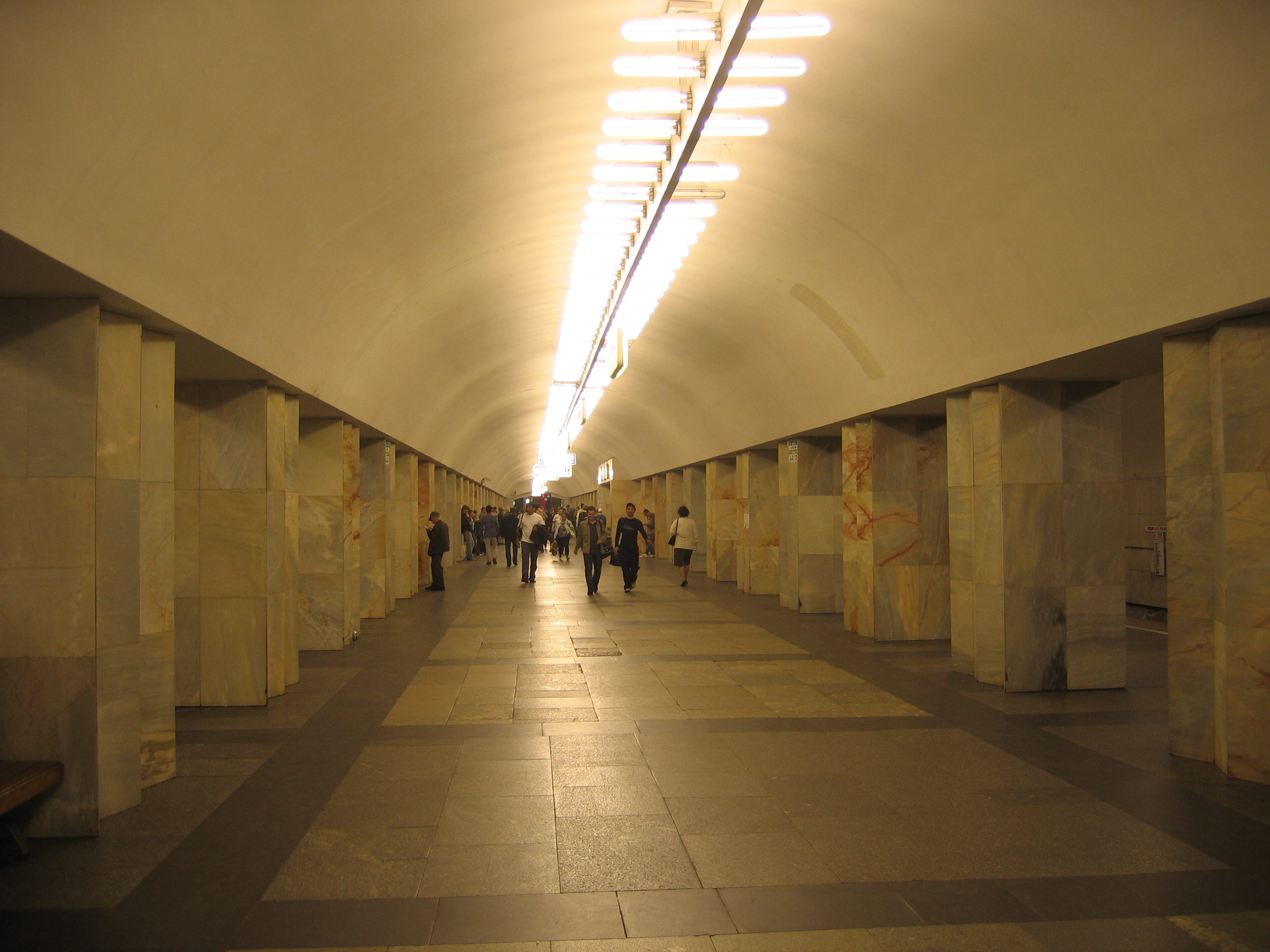
Westliche Bahnsteighalle

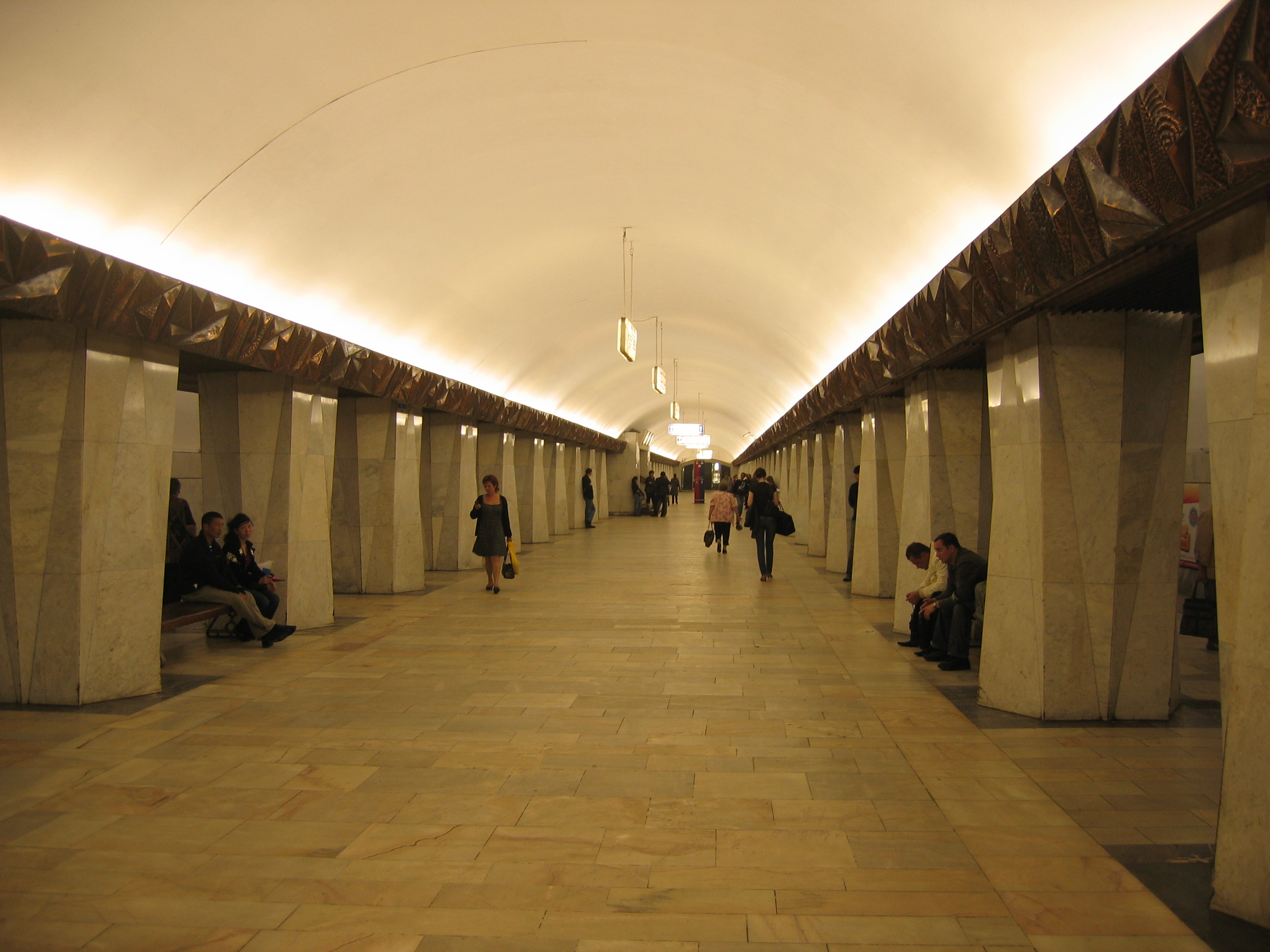
Östliche Bahnsteighalle

Der U-Bahnhof Kitai-Gorod der Metro Moskau befindet sich direkt unter dem Slawjanskaja-Platz zwischen der Einmündungen der Warwarka und der Iljinka. Er wurde am 3. Januar 1971 in Betrieb genommen und hieß bis zum 5. November 1990 Ploschtschad Nogina (Площадь Ногина, wörtlich Nogin-Platz). Obwohl sich hier zwei Metrolinien kreuzen, nämlich die  Kaluschsko-Rischskaja-Linie, Linie 6 und die Tagansko-Krasnopresnenskaja-Linie, Linie 7, ist die Station konstruktionsbedingt als ein einziger U-Bahnhof zu betrachten. Sie besteht aus zwei parallel und tiefengleich gelegenen Mittelbahnsteighallen, die miteinander durch Übergänge über den Gleisen verbunden sind. Die beiden Gleise des westlichen Bahnsteigs werden von Zügen der Kaluschsko-Rischskaja-Linie (Linie 6) Richtung Süden bzw. der Tagansko-Krasnopresnenskaja-Linie (Linie 7) Richtung Südosten bedient, während am östlichen Bahnsteig Züge der Kaluschsko-Rischskaja-Linie (Linie 6) Richtung Norden und Züge der Tagansko-Krasnopresnenskaja-Linie (Linie 7) Richtung Nordwesten halten. Durch diese Konstellation ergibt sich für Fahrgäste am Bahnhof Kitai-Gorod eine Möglichkeit des bahnsteiggleichen Umstiegs zwischen den zwei Linien, sofern man die Fahrtrichtung beibehält (andernfalls muss der Bahnsteig über den Verbindungsgang gewechselt werden, zu dem Treppen im Mittelbereich der beiden Hallen führen).
Die beiden Bahnsteighallen befinden sich 29 Meter tief unter der Oberfläche und verfügen jeweils über zwei mit Fahrtreppen ausgestattete Zugänge, über die man in weit verzweigte Fußgängerunterführungen an beiden Enden des Slawjanskaja-Platzes und von dort auch direkt zu den historischen Straßen Warwarka, Soljanka, Iljinka und Marosseika gelangt. Trotz ihrer symmetrischen Anordnung zueinander und der zeitgleichen Inbetriebnahme unterscheiden sich die beiden Bahnsteighallen architektonisch in gewisser Weise. Die westliche Halle ist dreiteilig mit zwei Reihen zehnkantiger („harmonikaähnlicher“) Pylonen, die genauso wie die äußeren Wände mit hellem Marmor verkleidet sind. Die Farbtöne der östlichen Halle sind ebenfalls von weißem Marmor geprägt, allerdings machen die Pylonen hier von der Form her einen eher asymmetrischen, „kristallartigen“ Eindruck, außerdem schließen die Pylonenreihen oben mit einem Gesims aus einem kupferfarbenen und durch die charakteristischen Facetten ebenfalls als Kristall stilisierten Friesstreifen aus Aluminium ab. Beiden Hallen ist ein bogenförmiges Gewölbe zwischen den Pylonenreihen gemeinsam, wobei die Leuchten der Westhalle direkt am Gewölbe reihenweise angeordnet sind, während sie sich in der Osthalle hinter den Gesimsen verbergen.